# Przedsiębiorstwo Robót Kolejowych i Inżynieryjnych
Przedsiębiorstwo Robót Kolejowych i Inżynieryjnych (PRKiI) – polskie przedsiębiorstwo specjalizujące się w budownictwie kolejowym. 9 stycznia 2014 spółka Przedsiębiorstwo Robót Kolejowych i Inżynieryjnych została połączona ze spółką Trakcja S.A. i tym samym wykreślona z rejestru KRS.
Spółka Przedsiębiorstwo Robót Kolejowych i Inżynieryjnych była współwłaścicielką firmy Bahn Technik Wrocław.

## Historia
Przedsiębiorstwo powstało w 1945 roku jako Oddział Budowy Kolei we Wrocławiu. Pierwotnie stanowiło filię Przedsiębiorstwa Budowy Kolei w Warszawie. W 1947 roku zostało przekształcone w samodzielne Przedsiębiorstwo Robót Komunikacyjnych nr 1 we Wrocławiu, a w 1951 roku w Przedsiębiorstwo Robót Kolejowych nr 8 we Wrocławiu. Od 1982 roku przedsiębiorstwo weszło w skład Polskich Kolei Państwowych jako Zakłady Budownictwa Kolejowego we Wrocławiu.
W 1991 roku przedsiębiorstwo zostało wyłączone ze struktur Polskich Kolei Państwowych. W 1994 roku otrzymało nazwę Przedsiębiorstwo Robót Kolejowych i Inżynieryjnych i zostało przekształcone w jednoosobową spółkę skarbu państwa z udziałami w Narodowych Funduszach Inwestycyjnych. Po prywatyzacji spółki jej właścicielką została spółka Trakcja Polska, która w 2011 roku zmieniła nazwę na Trakcja – Tiltra.

## Charakterystyka
Przedsiębiorstwo Robót Kolejowych i Inżynieryjnych świadczyło usługi budowlano-montażowe dla infrastruktury transportu szynowego. Zajmowało się budową i modernizacją: linii kolejowych i tramwajowych, mostów, wiaduktów i obiektów inżynieryjnych, linii elektroenergetycznych napowietrznych i podziemnych, sieci elektrotrakcji kolejowej i tramwajowej. Ponadto wynajmowało sprzęt budowlany oraz zapewnia jego obsługę, a także prowadzi przewozy kolejowe towarów i rzeczy.
W skład przedsiębiorstwa wchodziło pięć zakładów: Zakład Robót Torowych, Zakład Robót Elektryfikacyjnych, Zakład Robót Mostowych, Zakład Robót Inżynieryjno-Torowych i Zakład Sprzętowo-Transportowy.